# Luis Javier Mosquera
Luis Javier Mosquera Lozano (* 27. März 1995 in Yumbo) ist ein kolumbianischer Gewichtheber. 

## Werdegang
Mosquera stammt aus Yumbo, einer Gemeinde (Municipio) im Departamento Valle del Cauca in Kolumbien. Seine Familie ist schon lange im Gewichtheben aktiv und so kam auch Mosquera  zu diesem Sport. Bereits mit 15 Jahren konnte er erste internationale Erfolge erzielen, als er in seiner Altersklasse bei den Panamerikanischen Spielen erfolgreich war. 
Nach Gold bei den Panamerikanischen Spielen der Senioren galt er vor den Olympischen Sommerspielen 2016 in Rio de Janeiro als Medaillen-Kandidat, belegte jedoch mit einem Kilogramm Rückstand auf den Kirgisen Izzat Artykov nur Platz 4. Dieser wurde jedoch nachträglich wegen Dopings aus den disqualifiziert, womit Mosquera die Bronzemedaille bekam.
Bei den Olympischen Sommerspielen in Tokio gewann Mosquera sogar die Silbermedaille. Wieder nur um ein Kilogramm geschlagen, war diesmal der Chinese Chen Lijun stärker, der mit olympischem Rekord Gold holen konnte.